# Archidiecezja Santo Domingo
Archidiecezja Santo Domingo (łac.: Archidioecesis Sancti Dominici, hiszp.: Arquidiócesis de Santo Domingo) – katolicka archidiecezja w Dominikanie. Siedziba arcybiskupa znajduje się w katedrze Najświętszej Maryi Panny od Wcielenia w Santo Domingo.
Arcybiskupom Santo Domingo przysługuje zgodnie z bullą papieża Piusa VII Divinis praeceptis z 28 listopada 1816, tytuł Prymasa Ameryki.

## Historia
Diecezja Santo Domingo została erygowana 8 sierpnia 1511 jako sufragania archidiecezji sewilskiej. Do rangi archidiecezji została podniesiona 12 lutego 1546 przez papieża Pawła III.

## Główne kościoły
- Katedra: katedra Najświętszej Maryi Panny od Wcielenia w Santo Domingo.

## Przypisy

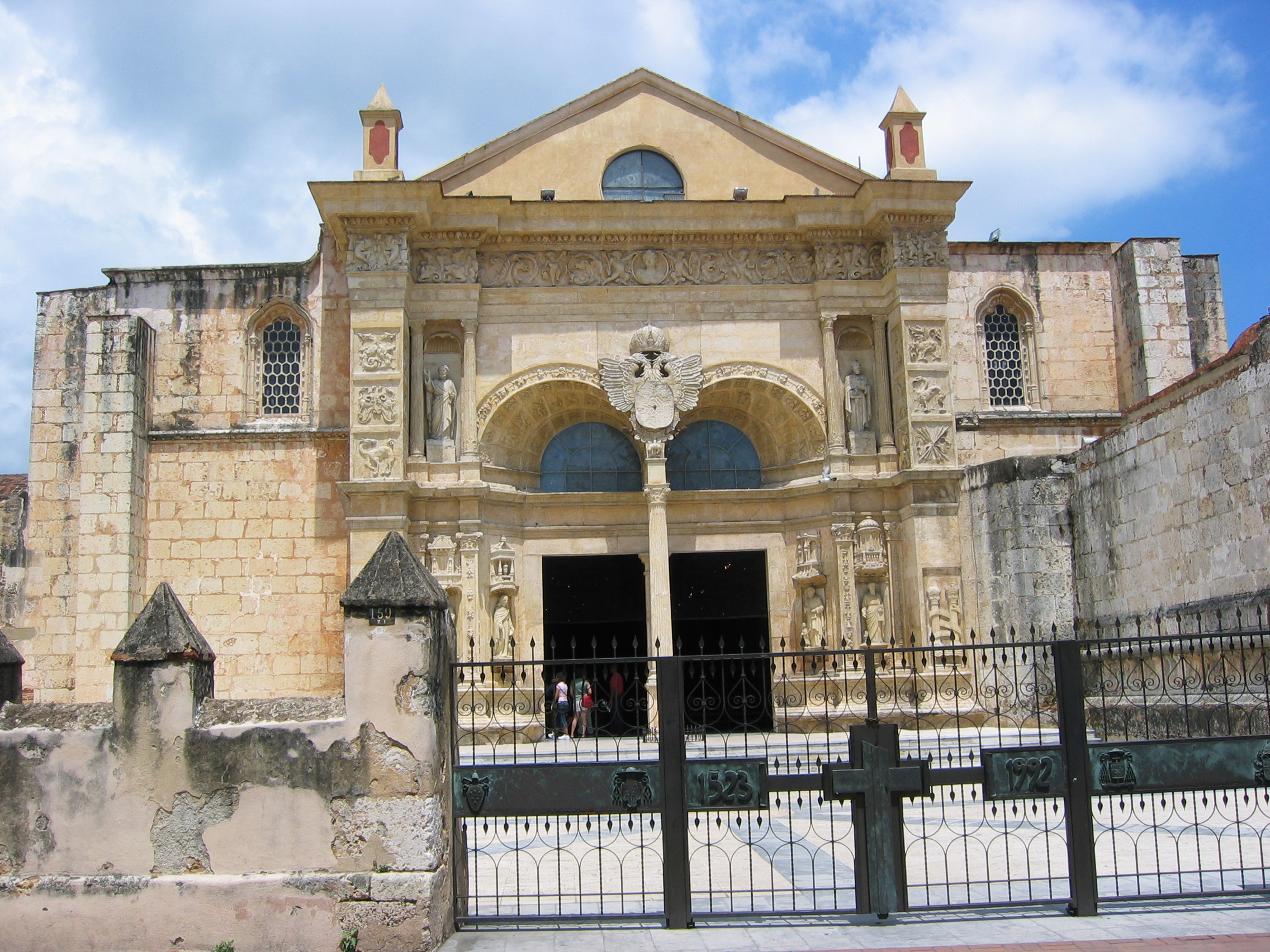
Katedra w Santo Domingo